# Велика Ідея (сайт)
Велика Ідея (англ. Big Idea, часто використовують абревіатуру Biggggidea) — українська платформа соціальних інновацій, заснована у 2009 році громадською організацією «Гараж генґ». Велика Ідея сфокусована на розвитку громадянського суспільства в Україні. Платформа висвітлює матеріали та проекти, які мають цінність для суспільства свідомих громадян, здатні змінити уявлення про соціальні проекти, а також демонструють можливості горизонтальних ініціатив в суспільстві. Сайт платформи має три розділи: Спільнокошт, Практики та Можливості. Сьогодні ресурс об'єднує соціальних інноваторів, митців, критиків, соціальних підприємців, журналістів та громадських активістів з усієї України. Сто тисяч людей зі всього світу щомісяця відвідують платформу.

## Історія
Велика Ідея заснована у листопаді 2008 року в Києві співзасновниками ГО «Гараж генґ», соціальними інноваторами Іриною Соловей та Олександром Супрунцем. Задум створити платформу виник в розпал світової економічної кризи.
Водночас створення ресурсу було зумовлено початком активної фази для покоління «Я можу». Якщо попередні покоління характеризують як покоління «мені потрібно» (післявоєнні часи) та покоління «я хочу» (часи конс'юмеризму), то сучасних молодих професіоналів слушно називати поколінням «я можу». Вони відрізняються від попередніх поколінь, тим що молоді професіонали вірять у себе. «Я можу» більше направлене на спілкування, обмін і дію та часто трансформується у «я зроблю» і означає створення реальної цінності.
Сайт Великої Ідеї став простором для втілення ідей свідомих громадян в соціально-значущі проекти в Україні. В 2014 році редакція українського інтернет-видання Hubs включила команду Великої Ідеї до п'ятірки підприємців нової хвилі в Україні.

## Сфери
Ресурс охоплює сфери, що безпосередньо впливають на суспільні зміни: соціальні інновації, відновлювальна енергетика, IT, ефективність людських ресурсів та продуктивність роботи, реформи країн світу, культурні проекти, відповідальне підприємництво, венчурна філантропія в Україні та ін.

## Структура
Розділи сайту задумані як інструменти та дають можливості користувачам спробувати себе у різних ролях. Спільнокошт — механізм колективного фінансування проектів; Можливості — освітні мікро-оголошення про гранти, стажування, стипендії, школи, подорожі та події; Практики — медіа-журнал про соціальні інновації, відповідальне підприємництво, нові бізнес-моделі, екологічну свідомість, теорію змін.
Найперший розділ платформи — Практики було створено як наслідок перенасичення інформаційними хвилями та відсутністю якісних текстів в українських медіа про горизонтальну взаємодію громад, соціальні інновації та світовий досвід в реформах. Матеріали розділу розраховані для повільного читання, містять роздуми експертів та досвід непересічних людей.
Спільнокошт було створено на базі Великої ідеї у 2012 році. Ресурс заснований за поширеною в світі моделлю краудфандингу. Спільнокошт є найбільшим в Україні онлайн механізмом народного фінансування. Краудфандинг дозволяє значно збільшити кількість якісних громадських проектів, які отримали підтримку від простих громадян. За 2 роки понад 10 тисяч користувачів підтримали сорок десятків різноманітних проектів через Спільнокошт.
В 2014 році було створено розділ Можливості, який діє за принципом обміну користувачами оголошеннями про неформальну освіту, особистий розвиток та суспільні реформи. Щомісяця розділ наповнюється понад 200 новими анонсами про гранти, стипендії, стажування, культурні подорожі та події.

## Фінансування
Стартовий капітал для початку роботи Великої Ідеї було надано фондом Конрада Аденауера в розмірі 14 000 грн. Більшість коштів, було витрачено на створення та запуск сайту платформи. Сьогодні Велика Ідея частково фінансується міжнародними фондами та організаціями-донорами Charles Stewart Mott Foundation, Pact Inc., USAID, National Endowment for Democracy. Велика Ідея отримує часткове фінансування, завдяки комісії з кожного успішного проекта здійсненого Спільнокоштом. З 2014 року Велика Ідея переформатовує свою діяльність під соціальне підприємство.